# Claude Rameau (peintre)
Pour les articles homonymes, voir Claude Rameau.
Claude Rameau, surnommé le « peintre de la Loire », est un peintre et dessinateur français, né le 11 mars 1876 à Bourbon-Lancy (Saône-et-Loire) et mort le 12 juin 1955 à Saint-Satur (Cher).

## Biographie
Claude Rameau voit le jour le 11 mars 1876 à Bourbon-Lancy en Saône-et-Loire, fils d’un chaudronnier et d’une lingère.
Dès l’enfance, il manifeste un vif intérêt pour le dessin et, jeune homme, abandonne son poste de fonctionnaire à la mairie pour se consacrer à la peinture.
On le retrouve quelque temps plus tard à Paris, où il s’inscrit à l’Académie Julian, une école privée de peinture et de sculpture. Il y fréquente l'atelier des peintres William Bouguereau et Gabriel Ferrier.

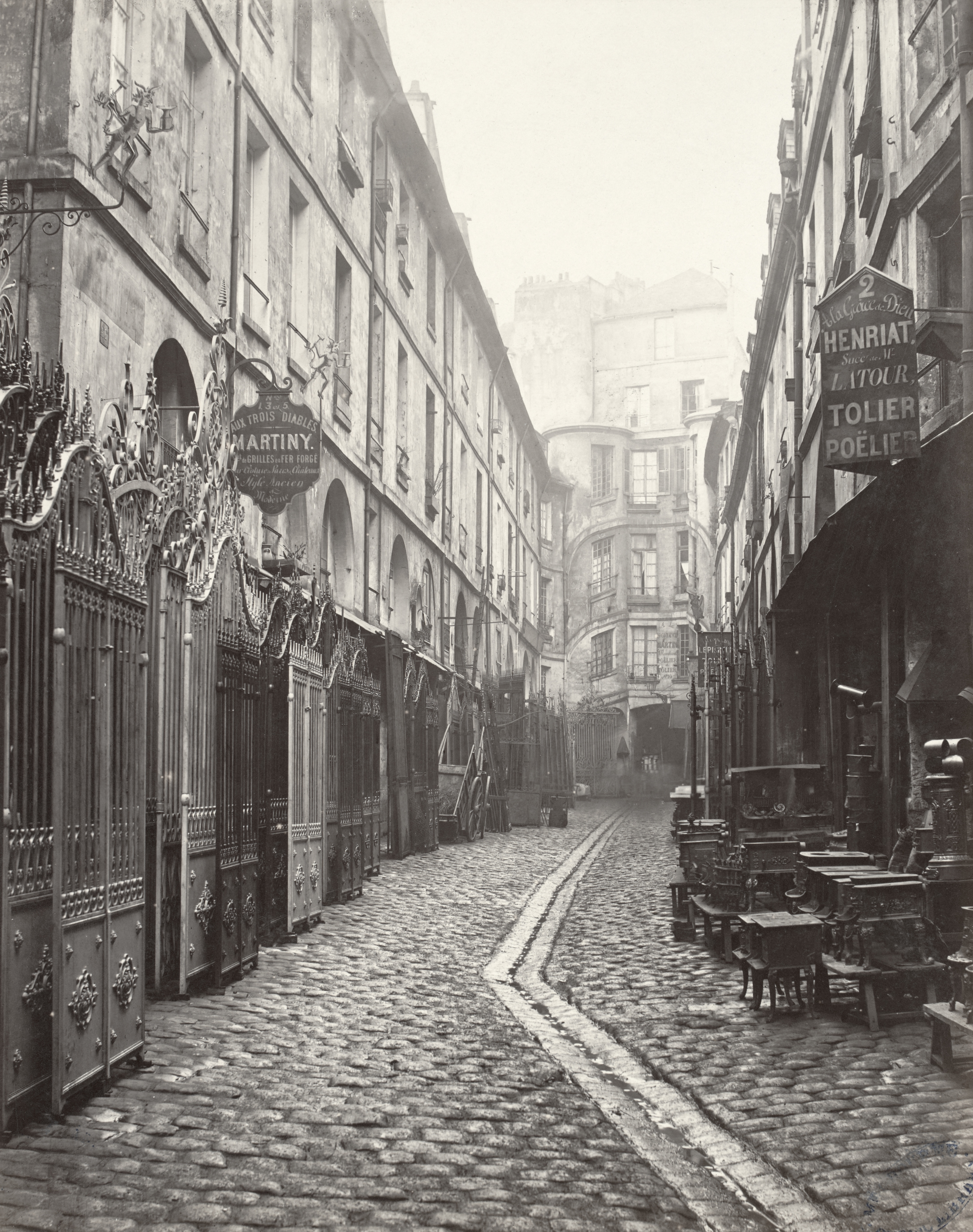
La cour du Dragon à Paris dans les années 1860-1870 (photo de Charles Marville).

En 1898, il fait la connaissance du peintre Louis Charlot. Les deux hommes partagent un logement à Paris, cour du Dragon, et louent un atelier rue des Artistes.
De 1911 à 1929, il est le conservateur du musée de Saint-Nazaire à Bourbon-Lancy, sa ville natale.
Dans les années 1920, il s’installe dans une maison de marinier de Saint-Thibault-sur-Loire, un faubourg de Saint-Satur, dans le département du Cher. Il habite avec sa femme, Ursule Goyard, rue Serveau-Quillier.
En 1922, il devient sociétaire de la Société nationale des beaux-arts et participe à son salon annuel. Les catalogues de ces salons indiquent qu'il a alors pour adresse le 50, rue de Rennes à Paris.
Entre 1933 et 1936, il a pour élève le peintre paysagiste nivernais Rex Barrat.
En 1937, il participe à la décoration du pavillon Berry-Nivernais de l’Exposition internationale des arts et techniques appliqués à la vie moderne en fournissant plusieurs tableaux des bords de la Loire.
Il meurt le 12 juin 1955 à Saint-Satur.

## Réception critique
- 1913 : « N’est-il pas de toute évidence que Claude Rameau nous apparaît d’année en année, comme un des futurs maîtres du paysage ? Ce jeune artiste, qu’un isolement éloigne trop fréquemment des luttes parisiennes, n’a pas la place à laquelle son grand art a droit. Car sa robustesse française, son sens large du style, lui valent, depuis quelques années, toute la ferveur des initiés. Il y a en lui comme un atavisme éclatant de toute notre école française et ses paysages, par l’ampleur aérienne qu’ils évoquent, se classent déjà parmi les œuvres les plus robustes et les plus originales du temps présent. »[9]
- 1914 : « Claude Rameau, peintre savant aux notes impressionnantes »[10].
- 1921 : « Claude Rameau, peintre très sensible, aux accords très fins »[11].
- 1927 : « Claude Rameau », par Maurice Genevoix, L’Art et les artistes, 1er octobre 1927.
- 1937 : « Claude Rameau, peintre honnête, laborieux, exact mais peu personnel et par conséquent peu lyrique »[12].

## Expositions
- 1956 : exposition rétrospective, salon de la Société nationale des beaux-arts, Paris[13].

## Galerie

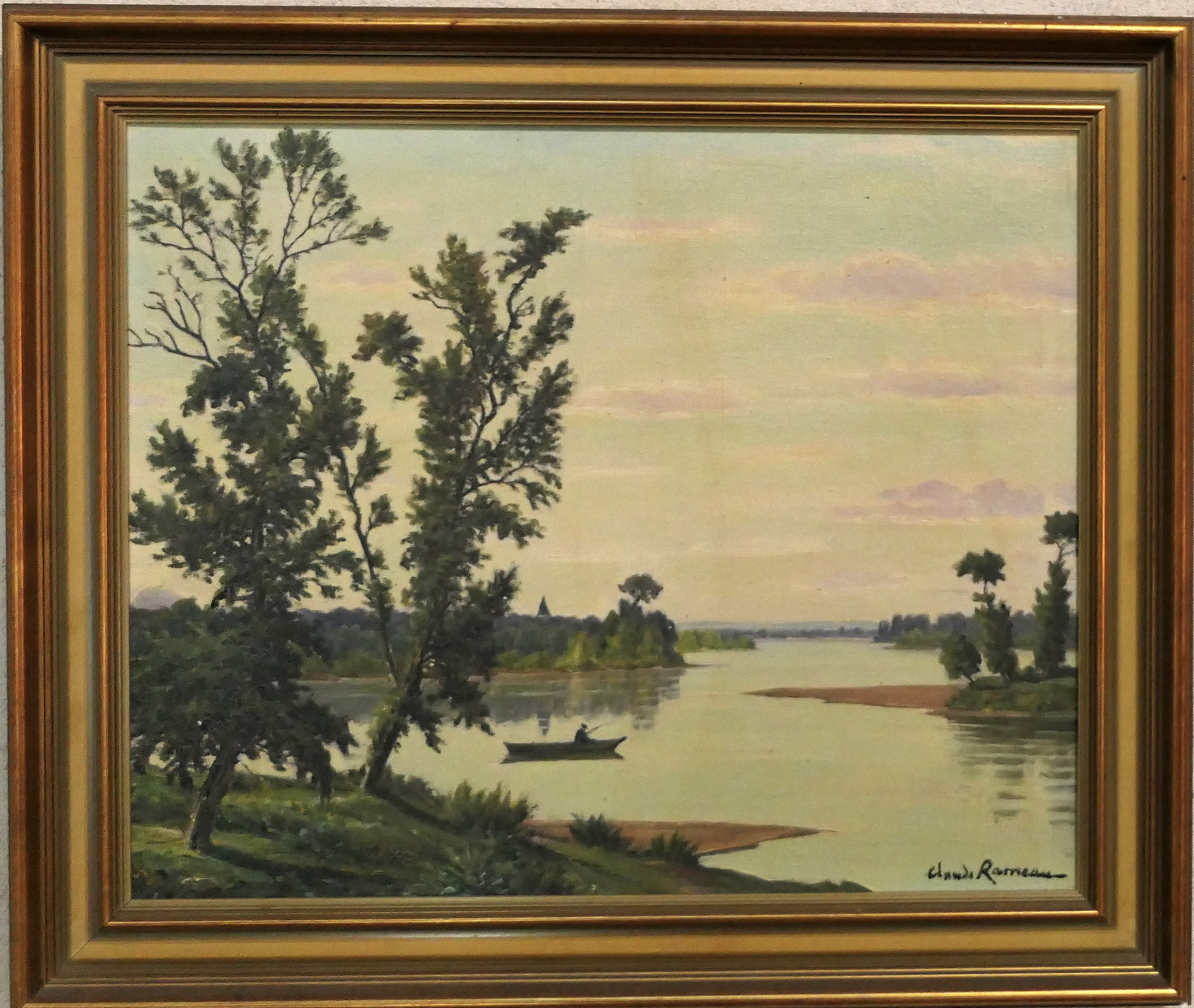
La Loire.

## Collections publiques
- Cosne-Cours-sur-Loire, musée de la Loire
- Bourbon-Lancy, musée Saint-Nazaire
- Nevers, musée de la Faïence et des Beaux-Arts

## Hommages
Une rue porte son nom à Nevers, à Bourbon-Lancy, ainsi qu’une ruelle à Saint-Thibault-sur-Loire. 